# Musicon
Musicon er en ny kreativ bydel i Roskilde. Området har et omfang på 250.000 kvadratmeter.
Før 1900 var området en del af Roskilde bymark og blev anvendt som landbrugsjord. I 1900-tallet begyndte man at grave grus, og omkring 1940 etableredes den første betonfabrik på området. Helt frem til 2001 blev der bygget betonelementer på området bl.a. til Storebæltsbroen og Øresundsbroen i betonfabrikken Unicon.
I 2003 købte Roskilde Kommune grunden, og i 2006 flyttede skatermiljøet ind i Hal 12 som de første aktører. De har siden fået selskab af andre kreative og musiske aktører som Aaben Dans, Museum Ragnarock og kunstskolen. I 2019 forventes Roskilde Festival Højskole at åbne i Musicon.
Den nordsyd-gående hovedvej er navngivet Rabalderstræde, efter sangen af samme navn.